# Stora Glummesjö
Stora Glummesjö är en sjö i Marks kommun i Västergötland och ingår i Viskans huvudavrinningsområde.